# Шаса (Салаж)
Шаса (рум. Șasa) насеље је у Румунији у округу Салаж у општини Иљанда. Oпштина се налази на надморској висини од 408 m.

## Становништво
Према подацима из 2002. године у насељу је живело 90 становника, од којих су сви румунске националности.